# شون مايرز
شون مايرز (بالإنجليزية: Shawn Myers)‏ مواليد 26 مايو 1969 في ترينيداد وتوباغو، هو لاعب كرة سلة بريطاني سابق. بدأ مسيرته الاحترافية في سنة 1997. يبلغ طوله 6 قدم 6 بوصة (2.0 م). اعتزل اللعب في 2013.

## المسيرة الاحترافية
لعب مع نيوكاسل إيجلز في موسم 2001–2002، ثم لعب مع تشيشير فونيكس في سنة 2002، ثم لعب مع غلاسكو روكز في موسم 2002–2003، ثم لعب مع نيوكاسل إيجلز في موسم 2003–2004، ثم لعب مع تشيشير فونيكس من سنة 2004 إلى 2006.

## روابط خارجية
- شون مايرز على موقع كرة السلة الأوروبية.كوم (الإنجليزية)
- شون مايرز على موقع ريلجم (الإنجليزية)
- شون مايرز على موقع بروبوليرز (الإنجليزية)